# Jerzy Tawłowicz

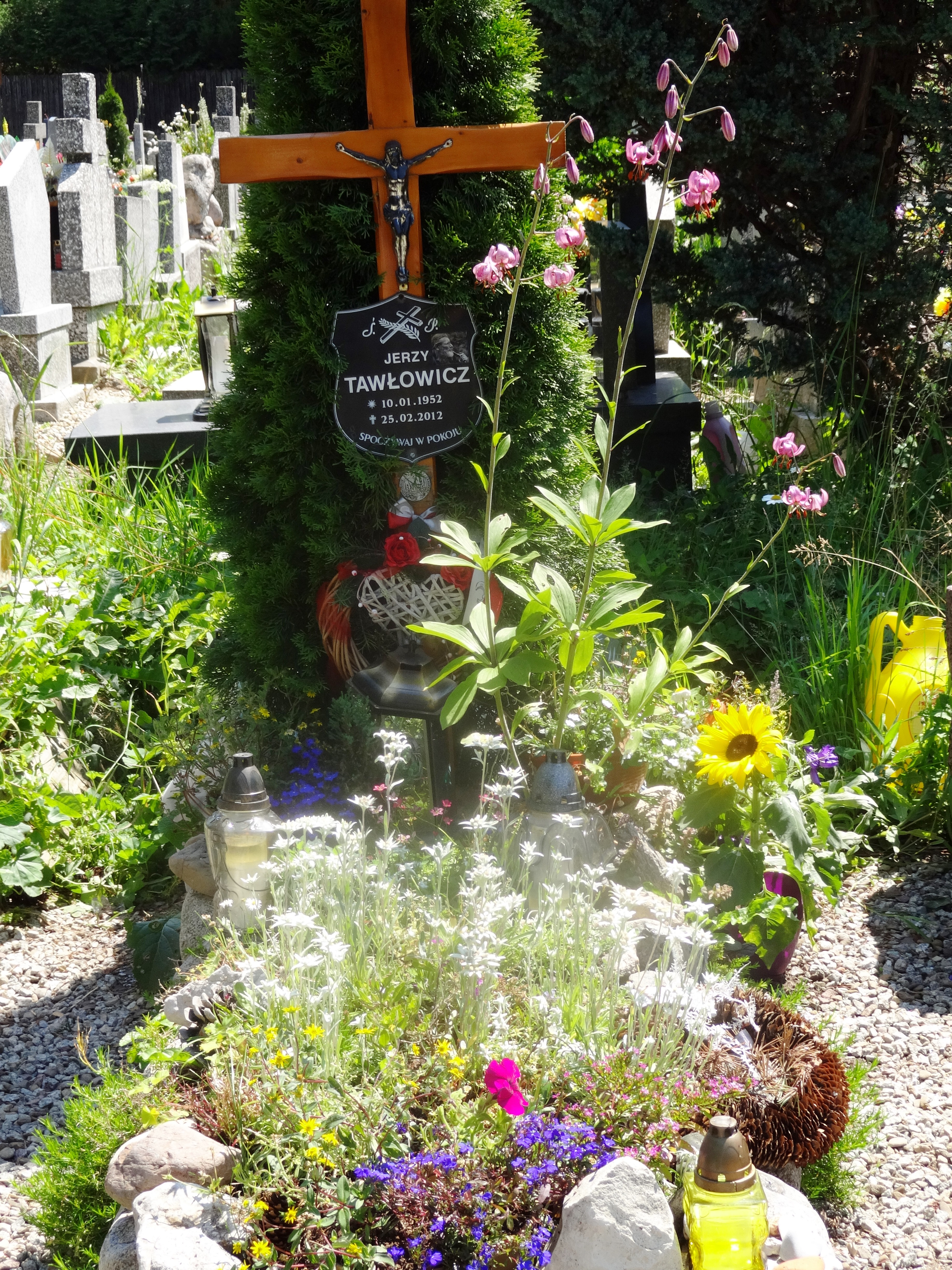
Grób Jerzego Tawłowicza na Nowym Cmentarzu w Zakopanem

Jerzy Tawłowicz (ur. 10 stycznia 1952 w Gdańsku, zm. 25 lutego 2012 w Zakopanem) – polski poeta, zajmował się też grafiką i fotografią. Od dziecka był związany z Zakopanem. Od 1977 zawodowy przewodnik tatrzański (miał międzynarodowe uprawnienia przewodnika górskiego UIMLA). Zadebiutował w 1989 w kwartalniku Podtatrze. Jest laureatem kilku ogólnopolskich konkursów poetyckich. W 1993 był członkiem grupy założycielskiej reaktywującej, zawieszony w okresie stanu wojennego, zakopiański Klub Literacki; w latach 1995–2005 członek zarządu (sekretarz). Od 2002 był stałym współpracownikiem podhalańskiej redakcji Dziennika Polskiego, w którym publikował felietony i artykuły. Był członkiem kilku zakopiańskich amatorskich zespołów teatralnych (m.in. Teatru Przy Stoliku i Sceny ANTRAKT) i autorem scenariuszy licznych teatrzyków poetyckich.
Został pochowany na Nowym Cmentarzu w Zakopanem (Aleja Zasłużonych-2-5).

## Publikacje
- Anielskie pieśni w trawie, 1995
- Oswajanie żywiołów, 1998
- Szlifowanie garbu, Wydawnictwo Miniatura, Kraków 2003, ISBN 83-7081-506-5.
- Serce z widokiem na Giewont, 2011
- Klucze w niepamięci, Wydawnictwo Signo, Kraków 2013

Ilustracje:
- Kazimierz Przerwa-Tetmajer, Ciche mistyczne Tatry. Wiersze tatrzańskie, Wydawnictwo Miniatura, Kraków 2008, ISBN 978-83-7081-934-7.

## Upamiętnienie
Tygodnik Podhalański organizuje Konkurs Jednego Wiersza im. Jerzego Tawłowicza (pod tą nazwą od 2013).